# Higashiizu
Higashiizu (東伊豆町?) è una cittadina giapponese della prefettura di Shizuoka.